# Юске Банк Боксен
„Юске Банк Боксен“ (на датски: Jyske Bank Boxen) е закрита многофункционална арена в Хернинг, Дания.
Арената отваря врати на 20 октомври 2010 г. с грандиозен концерт на Лейди Гага от световното ѝ турне The Monster Ball Tour.
Ползва се за концерти, баскетболни, волейболни, хандбал и състезания по гимнастика.